# (6733) 1992 EF
A (6733) 1992 EF a Naprendszer kisbolygóövében található aszteroida. Ueda Szeidzsi és Kaneda Hirosi fedezte fel 1992. március 2-án.